# Луций Апустий Фулон (консул 226 пр.н.е.)
Вижте пояснителната страница за други личности с името Луций Апустий Фулон.
Луций Апустий Фулон (на латински: Lucius Apustius Fullo) e политик на Римската република през 3 век пр.н.е.
Произлиза от клон Фулон на плебейската фамилия Апустии. Син е на Луций Апустий Фулон и внук на Гай Апустий Фулон.
През 226 пр.н.е. Фулон е избран за консул заедно с Марк Валерий Максим Месала. През 215 пр.н.е. вероятно е легат в битка при Таранто.
Той вероятно е баща на Луций Апустий Фулон (претор 196 пр.н.е.).